# NGC 4101
NGC 4101 este o emission-line galaxy⁠(d) situată în constelația Părul Berenicei. A fost descoperită în 6 aprilie 1785 de către William Herschel.